# Vanessa Webb
Vanessa Webb (* 24. Januar 1976 in Toronto, Ontario) ist eine ehemalige kanadische Tennisspielerin.

## Karriere
Vanessa Webb, die am liebsten auf Hartplätzen spielte, begann im Alter von sieben Jahren mit dem Tennis. Auf dem ITF Women’s Circuit gewann sie insgesamt zehn Einzel- und 19 Doppeltitel. Auf der WTA Tour erreichte sie im Jahr 2000 in Kuala Lumpur ein Endspiel.
Sie nahm 2000 an den Olympischen Spielen in Sydney im Doppel teil. Sie und ihre Doppelpartnerin Sonya Jeyaseelan verloren ihr Erstrundenspiel gegen Serena und Venus Williams mit 3:6 und 1:6.
Von 2000 bis 2003 spielte sie für die kanadische Fed-Cup-Mannschaft, mit einer Bilanz von 7:1.

## Erfolge

### Einzel
Turniersiege 
| Nr. | Datum          | Turnier        | Kategorie   | Belag     | Finalgegnerin       | Ergebnis        |
| --- | -------------- | -------------- | ----------- | --------- | ------------------- | --------------- |
| 1.  | Juni 1996      | Lawrenceville  | ITF $10.000 | Hartplatz | Lihini Weerasuriya  | 6:1, 6:3        |
| 2.  | Juli 1996      | Williamsburg   | ITF $10.000 | Hartplatz | Stephanie Mabry     | 6:1, 6:2        |
| 3.  | Juni 1998      | Mount Pleasant | ITF $25.000 | Hartplatz | Ding Ding           | 4:6, 7:6, 6:2   |
| 4.  | Juni 1998      | Montreal       | ITF $10.000 | Hartplatz | Renata Kolbovic     | 6:3, 6:4        |
| 5.  | Juni 1999      | Mount Pleasant | ITF $25.000 | Hartplatz | Jennifer Hopkins    | 6:2, 5:7, 6:3   |
| 6.  | September 1999 | Mexiko-Stadt   | ITF $25.000 | Hartplatz | Miroslava Vavrinec  | 1:6, 6:4, 7:6   |
| 7.  | Oktober 2000   | Seoul          | ITF $50.000 | Hartplatz | Marlene Weingärtner | 4:2, 5:3, 1:4   |
| 8.  | Januar 2002    | Gainesville    | ITF $10.000 | Hartplatz | Tiffany Dabek       | 6:4, 6:0        |
| 9.  | Mai 2002       | Fukuoka        | ITF $50.000 | Rasen     | Jeon Mi-ra          | 6:0, 6:4        |
| 10. | April 2003     | Coatzacoalcos  | ITF $25.000 | Hartplatz | Maria Elena Camerin | 6:3, 6:73, 7:63 |

### Doppel
Turniersiege 
| Nr. | Datum         | Turnier                 | Kategorie   | Belag     | Partnerin          | Finalgegnerinnen                     | Ergebnis         |
| --- | ------------- | ----------------------- | ----------- | --------- | ------------------ | ------------------------------------ | ---------------- |
| 1.  | Juni 1996     | Lawrenceville (Georgia) | ITF $10.000 | Hartplatz | Amanda Augustus    | Rebecca Jensen Kristine Kurth        | 7:6, 3:6, 6:4    |
| 2.  | Juni 1997     | Hilton Head Island      | ITF $10.000 | Hartplatz | Varalee Sureephong | Jessica Fernández Anne Mall          | kampflos         |
| 3.  | Juni 1998     | Hilton Head Island      | ITF $10.000 | Hartplatz | Varalee Sureephong | Ding Ding Li Ting                    | 6:2, 1:0 Aufgabe |
| 4.  | Juni 1998     | Mount Pleasant          | ITF $25.000 | Hartplatz | Keri Phebus        | Adria Engel Karin Palme              | 6:2, 6:1         |
| 5.  | Juni 1998     | Montreal                | ITF $10.000 | Hartplatz | Renata Kolbovic    | Melanie Marois Katherine Rammo       | 6:3, 6:1         |
| 6.  | August 1998   | Winnipeg                | ITF $25.000 | Hartplatz | Keri Phebus        | Renata Kolbovic Julie Hobbs          | 4:6, 6:4, 7:6    |
| 7.  | November 1998 | Nurioopta               | ITF $25.000 | Hartplatz | Danielle Jones     | Catherine Barclay Trudi Musgrave     | 6:3, 7:5         |
| 8.  | Juni 1999     | Hilton Head Island      | ITF $10.000 | Hartplatz | Dawn Buth          | Wendy Fix Lindsay Lee-Waters         | 6:2, 4:6, 6:3    |
| 9.  | Juli 1999     | Edmonton                | ITF $25.000 | Hartplatz | Dawn Buth          | Kirstin Freye Renata Kolbovic        | 6:3, 6:2         |
| 10. | Juli 1999     | Mahwah                  | ITF $50.000 | Hartplatz | Dawn Buth          | Sandra Cacic Karin Miller            | 6:4, 6:3         |
| 11. | Oktober 1999  | Saga                    | ITF $25.000 | Rasen     | Catherine Barclay  | Kim Eun-ha Petra Rampre              | 6:7, 6:3, 6:2    |
| 12. | Juli 2000     | Los Gatos               | ITF $50.000 | Hartplatz | Janet Lee          | Sandra Cacic Renata Kolbovic         | 6:4, 6:1         |
| 13. | Juli 2000     | Winnipeg                | ITF $25.000 | Hartplatz | Renata Kolbovic    | Kirstin Freye Ka-Po Tong             | 6:1, 6:4         |
| 14. | Juli 2001     | Los Gatos               | ITF $50.000 | Hartplatz | Dawn Buth          | Ryoko Takemura Yuka Kaneko           | 6:2, 7:62        |
| 15. | Januar 2002   | Tallahassee             | ITF $10.000 | Hartplatz | Jessica Lehnhoff   | Ivana Abramović Jacqueline Trail     | 6:4, 6:3         |
| 16. | Januar 2002   | Gainesville             | ITF $10.000 | Hartplatz | Petra Rampre       | Beau Jones Anzela Zguna              | 6:3, 5:7, 6:4    |
| 17. | Mai 2002      | Stettin                 | ITF $50.000 | Sand      | Milagros Sequera   | Olga Vymetálková Gabriela Chmelinová | 6:75, 7:5, 6:3   |
| 18. | Juli 2002     | Los Gatos               | ITF $50.000 | Hartplatz | Teryn Ashley       | Ryoko Takemura Yuka Kaneko           | 6:3, 6:4         |
| 19. | Oktober 2002  | Cardiff                 | ITF $25.000 | Hartplatz | Marion Bartoli     | Mariana Díaz-Oliva Julie Hobbs       | 6:4, 6:2         |

## Abschneiden bei Grand-Slam-Turnieren

### Einzel
| Turnier         | 1998 | 1999 | 2000 | 2001 | 2002 | 2003 | Karriere |
| --------------- | ---- | ---- | ---- | ---- | ---- | ---- | -------- |
| Australian Open | —    | —    | —    | —    | —    | 2    | 2        |
| French Open     | —    | —    | 1    | —    | —    | —    | 1        |
| Wimbledon       | —    | —    | —    | —    | —    | —    | —        |
| US Open         | 1    | —    | 1    | —    | —    | —    | 1        |

### Doppel
| Turnier         | 1999 | 2000 | 2001 | 2002 | 2003 | Karriere |
| --------------- | ---- | ---- | ---- | ---- | ---- | -------- |
| Australian Open | —    | 1    | —    | —    | 1    | 1        |
| French Open     | —    | 2    | 2    | 2    | 2    | 2        |
| Wimbledon       | —    | 1    | 1    | —    | 2    | 2        |
| US Open         | 1    | 1    | —    | —    | —    | 1        |